# Tippmix Budapest Grand Prix 2004
Tippmix Budapest Grand Prix 2004 — жіночий тенісний турнір, що проходив на відкритих кортах з ґрунтовим покриттям у Будапешті (Угорщина). Належав до турнірів 5-ї категорії в рамках Туру WTA 2004. Відбувсь удесяте і тривав з 26 квітня до 2 травня 2004 року. Восьма сіяна Єлена Янкович здобула титул в одиночному розряді й отримала 16 тис. доларів США.

## Фінальна частина

### Одиночний розряд
Єлена Янкович —  Мартина Суха 7–6(7–4), 6–3
- Для Янкович це був 1-й титул в одиночному розряді за кар'єру.

### Парний розряд
Петра Мандула /  Барбара Шетт —  Віраг Немет /  Агнеш Савай 6–3, 6–2